# GADV仮説
GADV仮説（［GADV］-タンパク質ワールド仮説）は、生命の起源に関する仮説のひとつ。
生命は遺伝子が形成されるよりも前に、GNC（グアニン、任意、シトシンからなるコドン）がコードする4つのアミノ酸（グリシン、アラニン、アスパラギン酸、バリン。これらをアミノ酸の一文字記号で表したものが、それぞれG、A、D、Vである）からなるGADVタンパク質の擬似複製によって形成されたGADVタンパク質ワールドから生まれたとの仮説である。
生命の起源に関する考え方の中で、現時点では主流となっているRNAワールド仮説（生命がRNAの自己複製によって形成されたRNAワールドから生まれたとする考え）と一つの対極を成す考えとなっている。

## 概要
GADV仮説は池原健二（当時奈良女子大学教授）によって提唱された。同じく池原健二が提唱するGNC-SNS原初遺伝暗号仮説（GNC仮説）を一つの根拠としている。
GNC仮説では、現在の普遍遺伝暗号（標準遺伝暗号ともいう）は4つのGGC, GCC, GAC, GUC遺伝暗号がそれぞれグリシン、アラニン、アスパラギン酸、バリンをコードするGNC原初遺伝暗号を起源とし、16種の遺伝暗号が10種のアミノ酸をコードするSNS原始遺伝暗号（Sはグアニン（G）またはシトシン（C）を意味する）を経て形成されたと考える。
また、GADV仮説は以下のような事柄を主な根拠としている。
- GADVアミノ酸をほぼ均等に含むタンパク質は、現存のタンパク質のアミノ酸組成と個々のアミノ酸の持つ因子から計算によって求められる4つのタンパク質の構造形成能力（疎水性/親水性度、α-ヘリックス形成能、β-シート形成能、ターン（コイル）形成能）を満足できること。
- したがって、GADVアミノ酸をほぼ均等に含むアミノ酸組成の中からランダムにアミノ酸を選択し、重合することによって得られるGADVタンパク質は高い確率で現存のタンパク質と基本的には良く似た水溶性で球状のタンパク質を形成できること。
- こうして遺伝子不在下で形成されたGADVタンパク質はアミノ酸配列が異なっているためそれぞれのタンパク質の構造は互いに異なっているが、アミノ酸組成が単純であるため疎水性の大きなバリンを高い確率でタンパク質内部に持ち、親水性の大きなアスパラギン酸を高い確率でタンパク質表面に持つ水溶性で球状の良く似たタンパク質となること。
- GADVアミノ酸を均等に含む水溶液を繰り返し蒸発乾涸させることによって、ランダムに重合させて得られるGADVペプチド（それらの会合体はGADVタンパク質とみなすことも可能）にも、ウシ血清アルブミン内のペプチド結合を加水分解する活性が存在すること。したがって、GADVタンパク質はペプチド結合分解反応の逆反応によってペプチド結合形成反応を触媒できる可能性を持つこと。
- 以上のようなGADVタンパク質の性質を考慮すると、GADVタンパク質は遺伝子不在下でも擬似複製によって増殖することができる。

## 関連文献
定期刊行物
- Ikehara, Kenji (2005). “Possible steps to the emergence of life: The [GADV]-protein world hypothesis”. The Chemical Record (Wiley Subscription Services, Inc., A Wiley Company) 5:  107–118. doi:10.1002/tcr.20037.
- Ikehara, Kenji (2014). “[GADV]-Protein World Hypothesis on the Origin of Life”. Origins of Life and Evolution of Biospheres (Netherlands: Springer) 44:  299–302. doi:10.1007/s11084-014-9383-4.

書籍
- 池原健二『GADV仮説―生命起源を問い直す』京都大学学術出版会〈学術選書〉、2006年4月。ISBN 978-4876988105。